# Onitis janssenii
Onitis janssenii là một loài bọ cánh cứng trong họ Bọ hung (Scarabaeidae).